# Římovický potok
Římovický potok je pravostranný přítok říčky Brslenky (Čáslavky) protékající okresy Havlíčkův Brod a Kutná Hora. Délka toku činí 7,9 km. Plocha povodí měří 8,1 km².

## Průběh toku
Potok pramení severovýchodně od Kobylí Hlavy v nadmořské výšce okolo 450 m. Na horním toku směřuje na severozápad, podtéká silnici II/130 a poté protéká Římovicemi. Pod Římovicemi se stáčí více na sever, vtéká do zalesněné krajiny, jeho údolí se prohlubuje. V tomto úseku údolí potoka překonává železniční trať č. 230. Dále teče při okraji lesa na severovýchod. Východně od Podmok napájí dva rozlehlé rybníky, které se nazývají Přelívačný a Nový rybník. Od hráze Nového rybníka proudí potok regulovaným korytem mezi poli na severovýchod k severnímu okraji Golčova Jeníkova, u něhož se obrací na severozápad a teče zhruba dalších 1,5 km ke svému ústí. Do Brslenky se vlévá na jejím 21,6 říčním kilometru jihovýchodně od Bratčic v nadmořské výšce okolo 315 m.

### Větší přítoky
Největším přítokem Římovického potoka je levostranný bezejmenný potok ústící na 6,8 říčním kilometru. Délka jeho toku činí 1,9 km. V místě ústí je tak delší než samotný Římovický potok.

### Rybníky
V povodí Římovického potoka se nacházejí celkově tři rybníky. Největší z nich je Nový rybník, jehož rozloha činí 4,9 ha. Druhým největším rybníkem v povodí potoka je Přelívačný rybník, jehož rozloha činí 2,1 ha. Třetí zmiňovaný rybník se nachází u Římovic.